# Герань голубиная
Герань голубиная (лат. Geranium columbinum) — травянистое однолетнее растение семейства гераниевых. Растёт на умеренно сухих, богатых питательными веществами известковых почвах, в лесах, и на обочинах дорог, на высоте 0–1, 200 метров над уровнем моря.

## Описание
Geranium columbinum достигает размеров 15–30 сантиметров в высоту, максимально способен достичь 60 сантиметров. Стебель прямой, разветвлённый и покрытый волосками. Листья противоположны, пятиугольные и пальчатые, их лепестки  имеют два-три глубоких среза, которые делают его похожим по форме на ногу голубя (отсюда латинский эпитет columbinus). Цветки размером 15–20 миллиметров с пятью яйцевидными сердцевидными лепестками длиной с чашелистики. Лепестки, с характерными прожилками, имеют длину в 7–9 мм. Период цветения продолжается с марта по сентябрь. Цветки гермафродитны и опыляются насекомыми.

## Распространение
Растёт по всей Европе, Западной Азии и Северной Африке. Также встречается в Северной Америке. 

## Синонимы
Geranium columbinum имеет следующие синонимы:
- Geranium malvaceum Burm.f.,
- Geranium gracile Schenk,
- Geranium diffusum Picard
- Geranium pallidum Salisb.

## Галерея

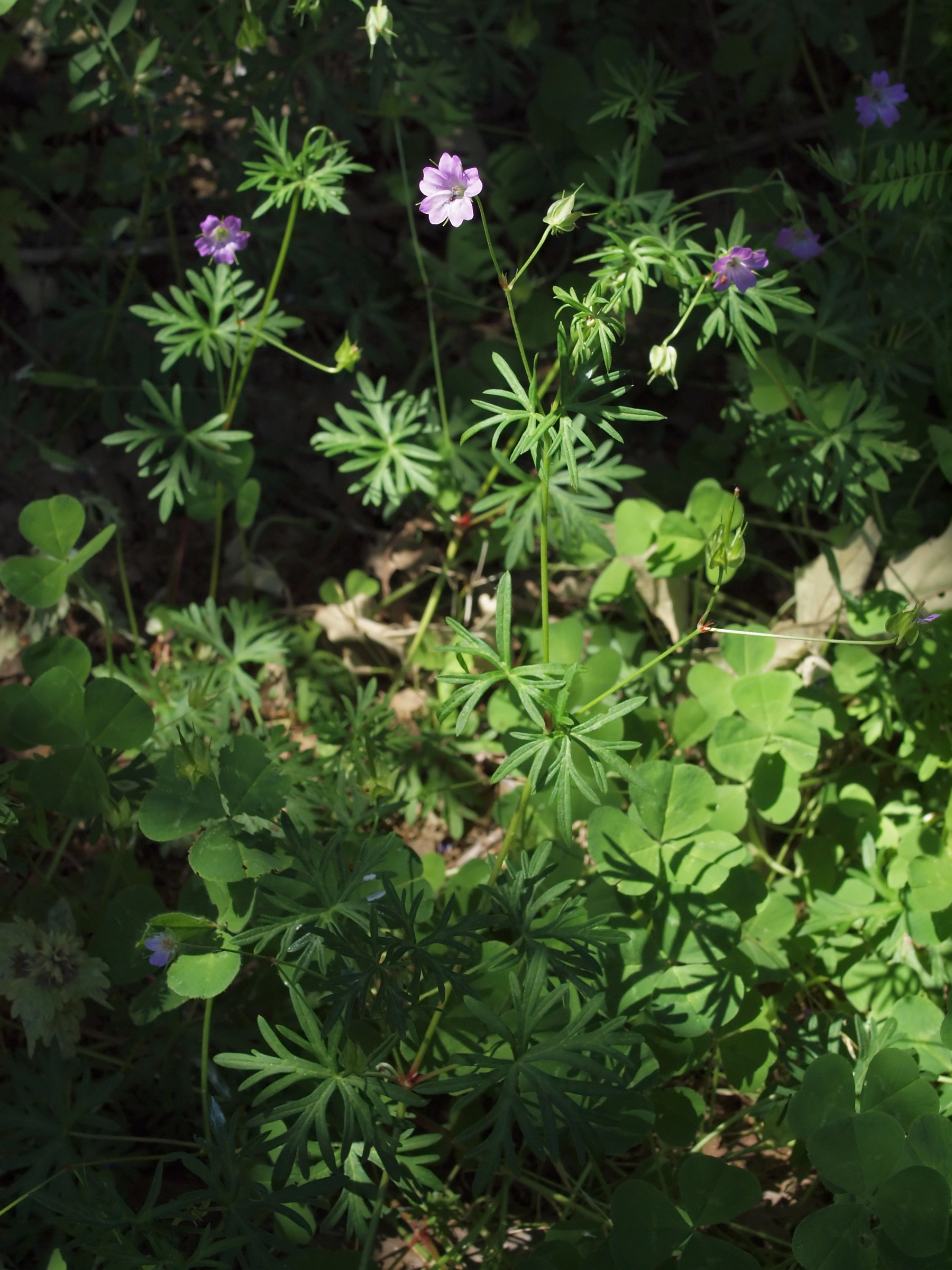
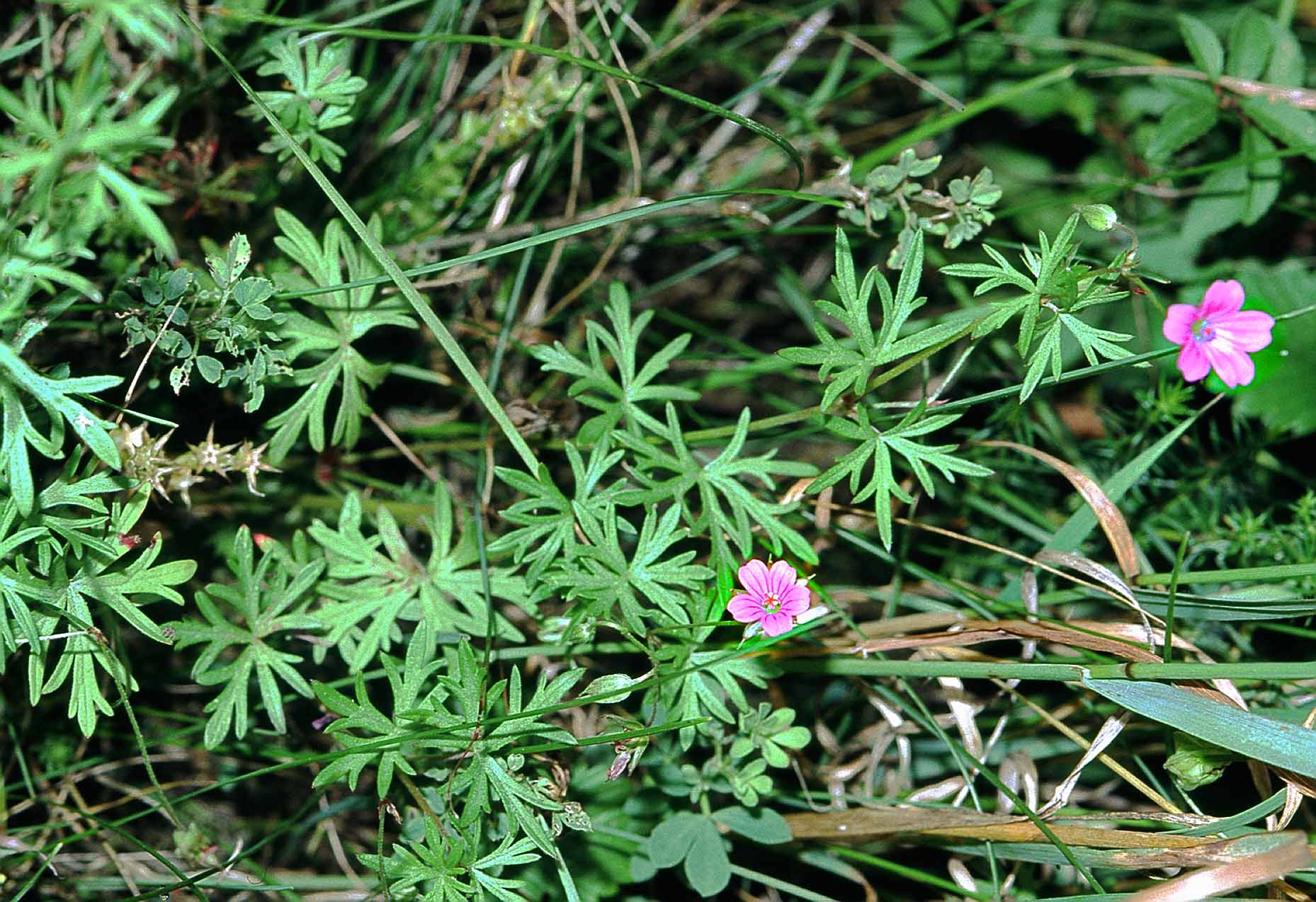
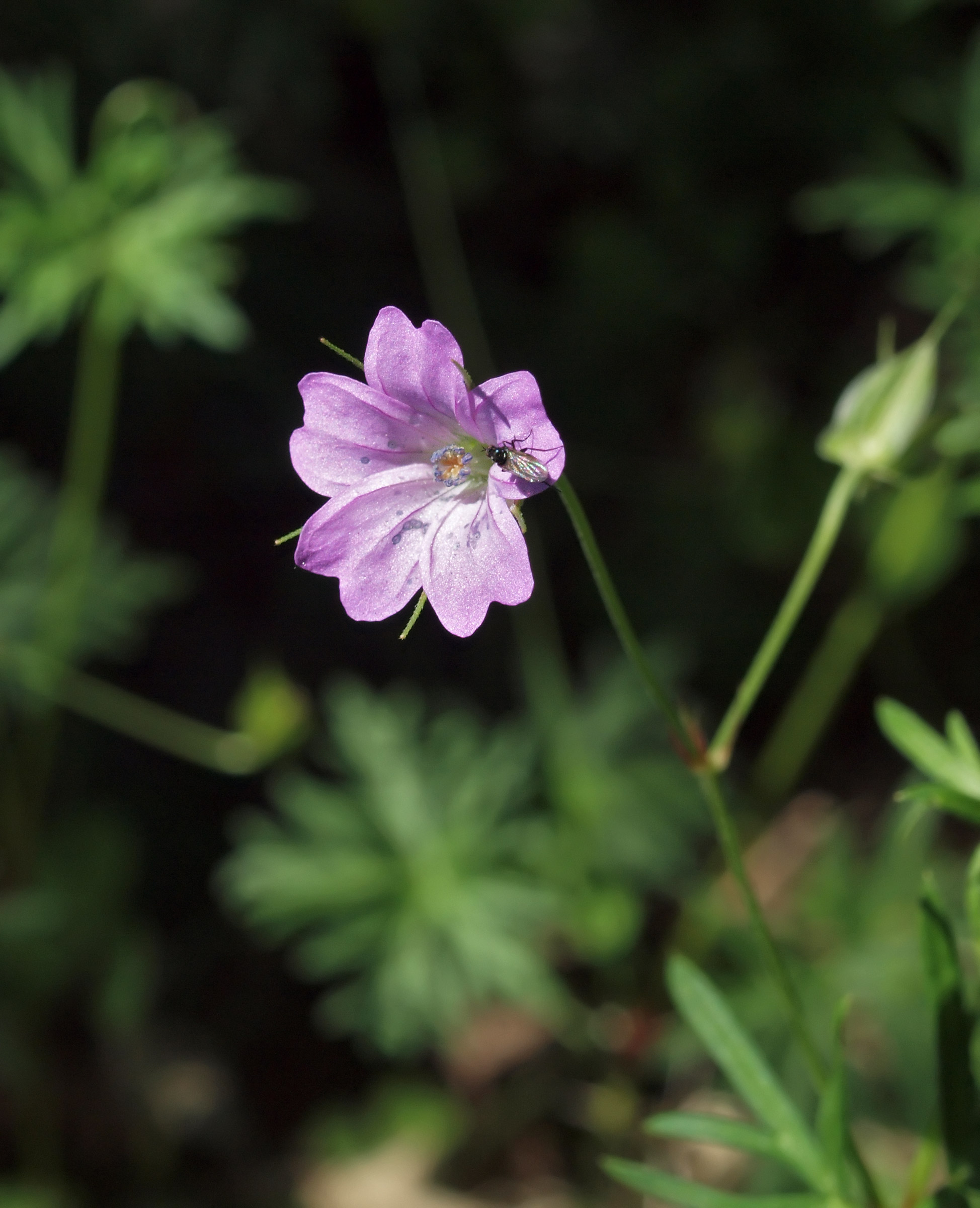
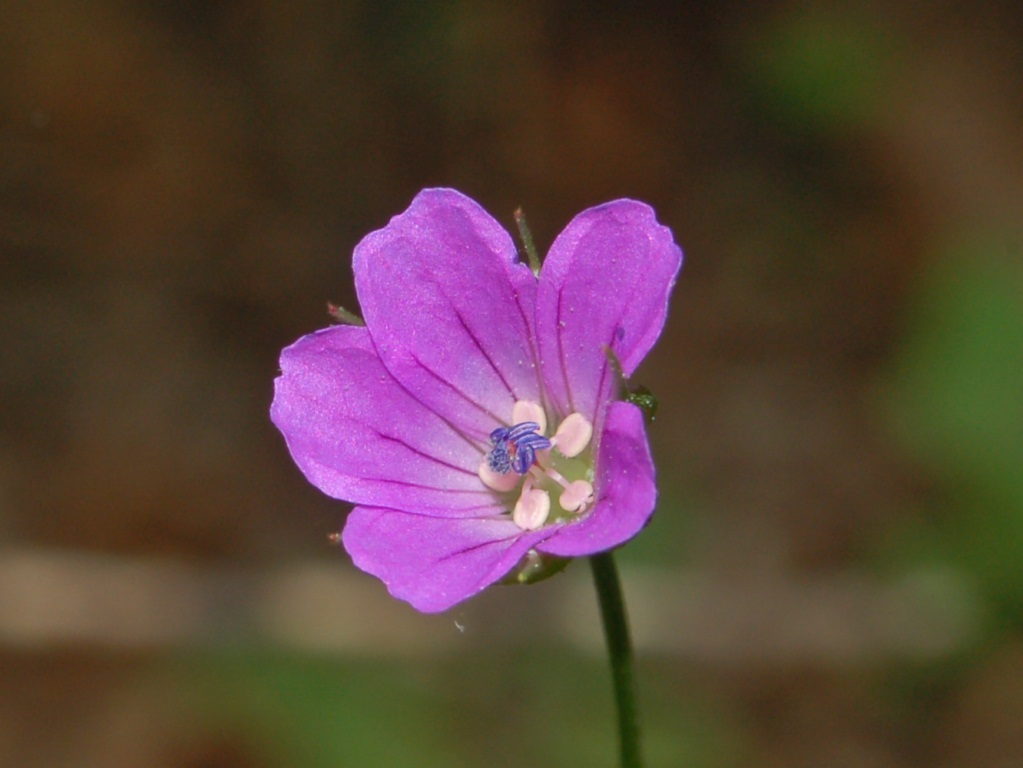
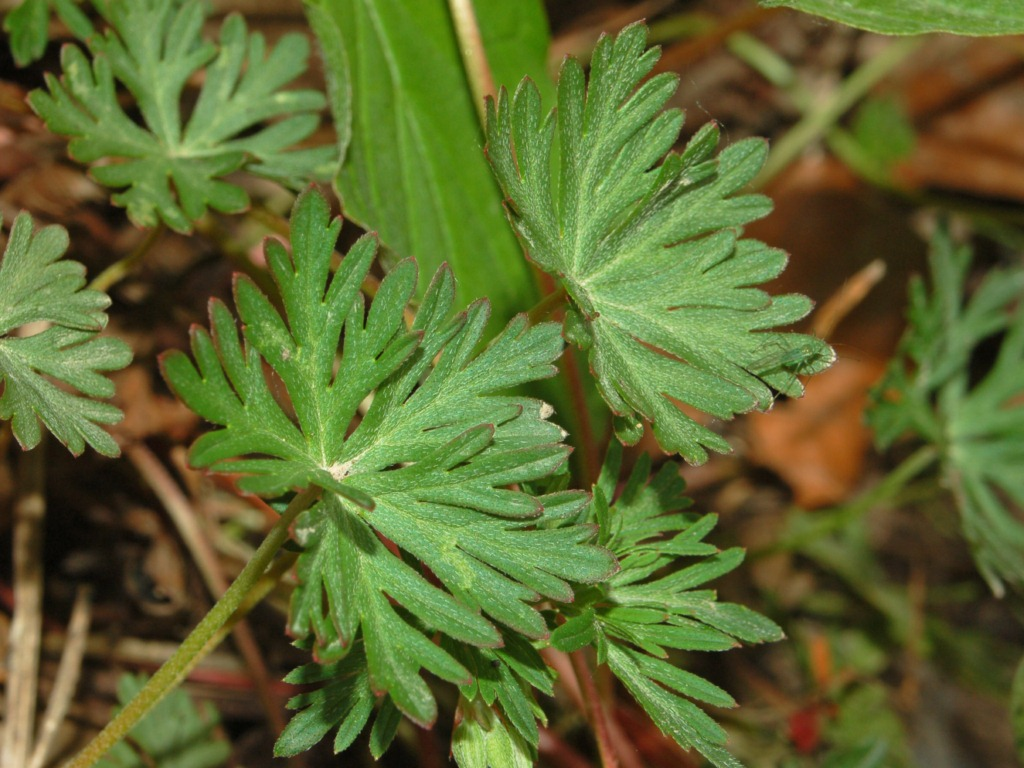
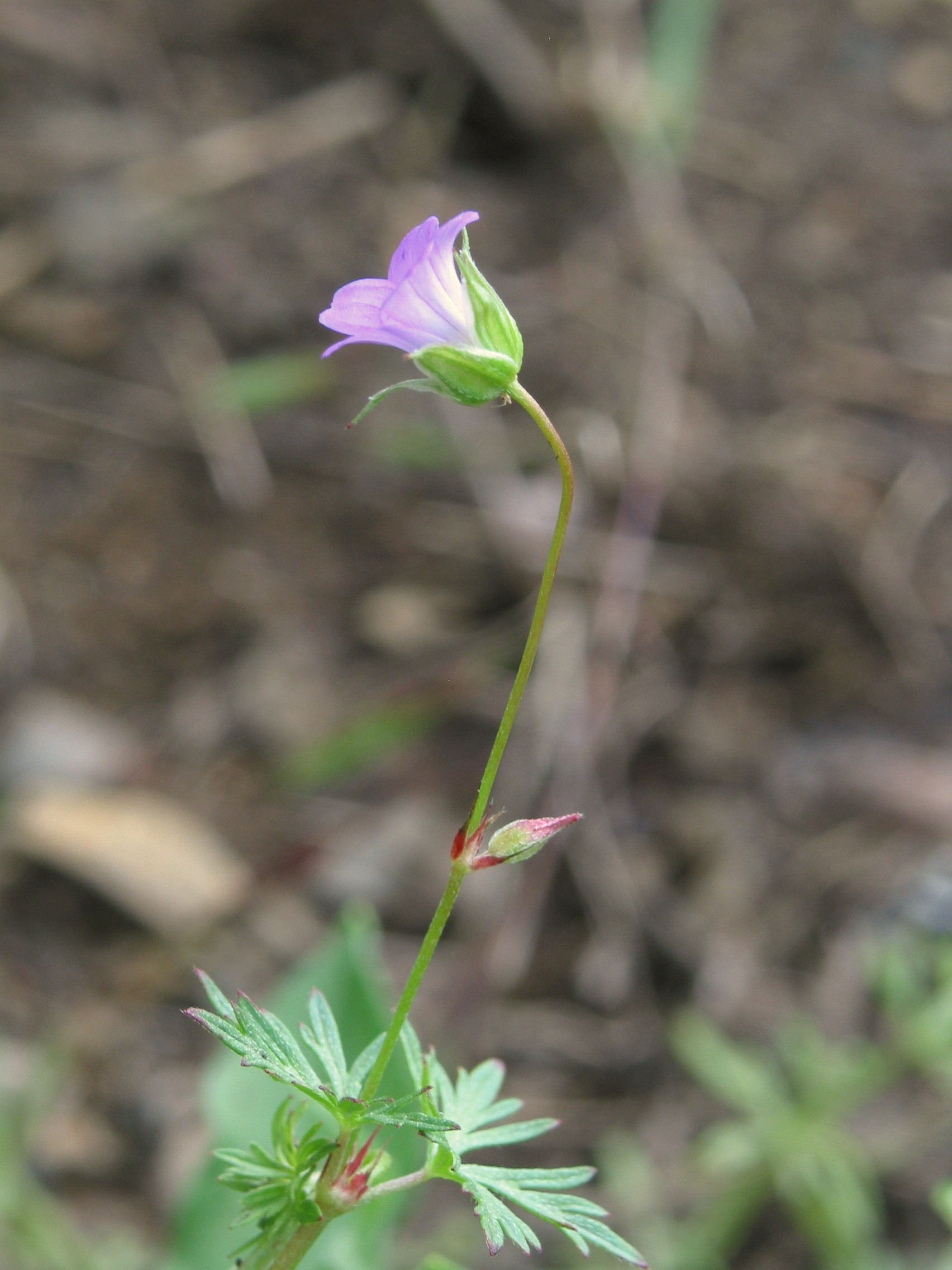

### Ботанические иллюстрации

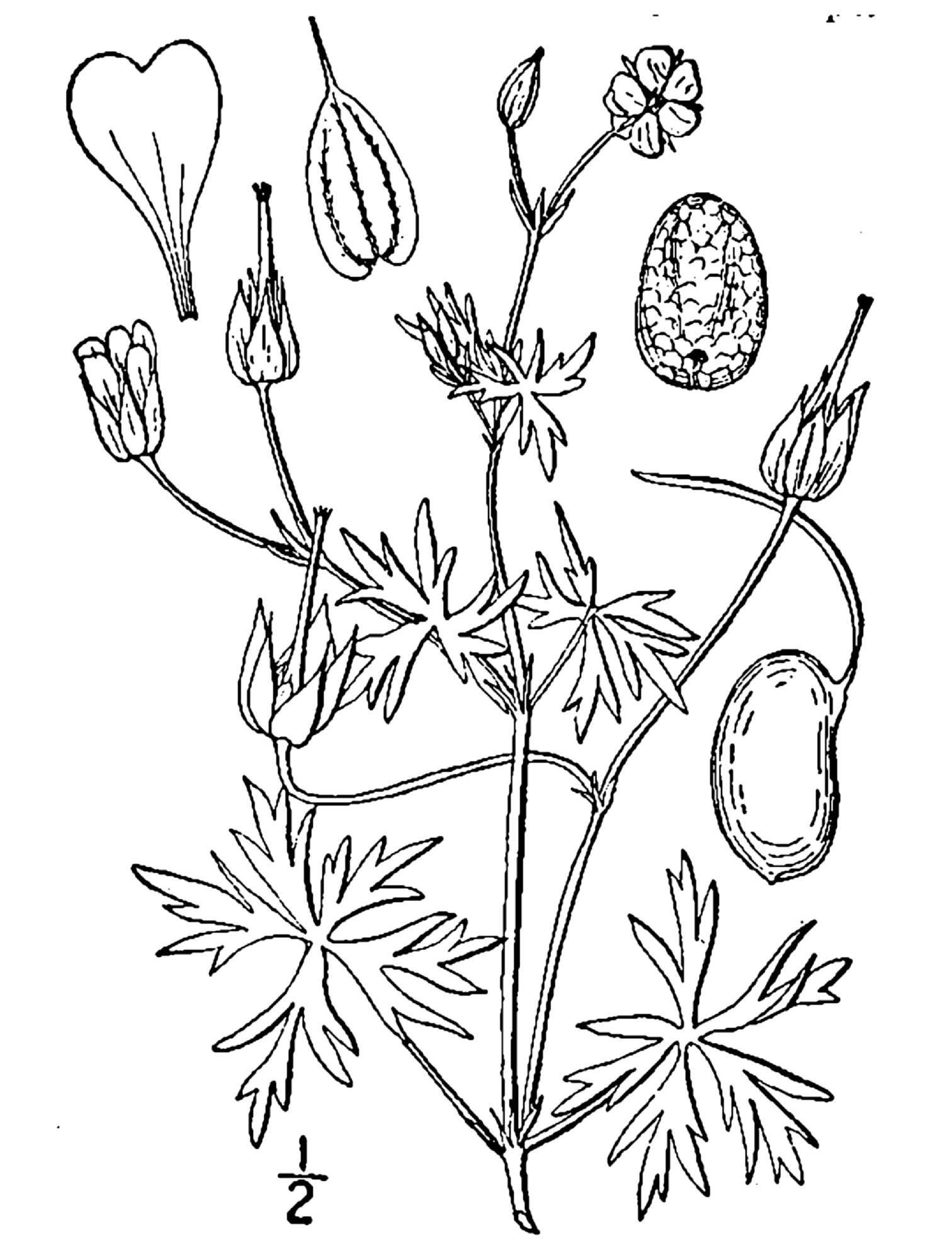
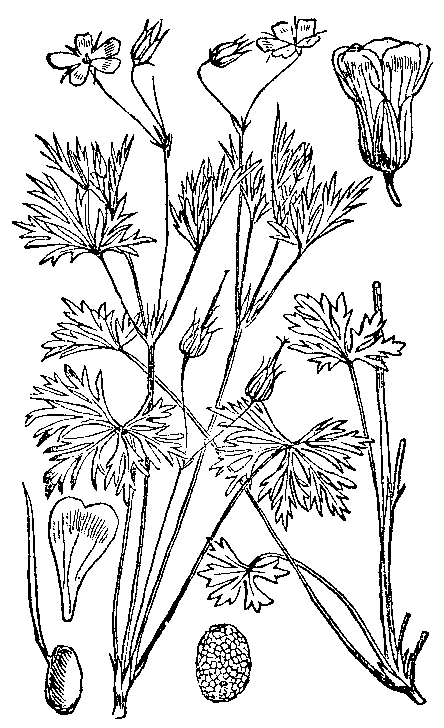